# Органические сульфиды
Органические сульфиды (тиоэфиры) — соединения общей формулы R'-S-R, где R' и R — органические радикалы. Серосодержащие аналоги простых эфиров.

## Номенклатура
При именовании сульфидов в номенклатуре IUPAC наиболее часто используется аддитивная номенклатура, в которой сульфиды рассматриваются как производные сероводорода и названия образуются добавлением суффикса -сульфид к названиям радикалов-заместителей, например, СН3SС2Н5 — метилэтилсульфид.
В меньшей степени используется заменительная номенклатура, в которой сульфиды рассматриваются как гетерозамещенные алканы и названия образуются добавлением префикса тиа- к названию родоначального соединения, например, СН3SС2Н5 — 2-тиабутан.
Иногда сульфиды именуются как тиоаналоги простых эфиров, в этом случае название образуется добавлением префикса тио- к названию кислородсодержащего аналога, например, C6H5SCH3 — тиоанизол.

## Свойства
Низшие сульфиды — бесцветные жидкости или легкоплавкие твёрдые вещества, нерастворимые в воде и хорошо растворимые в органических растворителях. Неочищенные тиоэфиры обладают характерным неприятным «сераорганическим» запахом, чистые — не пахнут. Температуры кипения сульфидов выше, чем у их кислородных аналогов — простых эфиров.
Длина связи S-C в алифатических сульфидах составляет ~0,18 нм, в диарилсульфидах длина связи уменьшена до ~0,175 нм за счет частичного сопряжения свободной электронной пары атома серы с π-электронами ароматического ядра. Величина валентного угла С—S—С у пространственно незатрудненных сульфидов ~100° (98,9° у диметилсульфида) и растет по мере роста объема заместителей (105,6° у бис-(трифторметил)сульфида, 109° у дифенилсульфида).
В ИК-спектрах характеристическая полоса валентных колебаний связи S-C находится в области 570—705 см−1, интенсивность полосы алкилсульфидов мала, в случае арил- и винилсульфидов интенсивность средняя. Для метилсульфидов характерна полоса при 1325 см−4 деформационных колебаний связей C-H фрагмента CH3S.
В УФ-спектрах алкилсульфидов наблюдаются полосы поглощения при 200, 220 и 240 нм, в случае винил- и арилсульфидов благодаря сопряжению с двойными связями или ароматической системой они претерпевают батохромный сдвиг в области 205—230, 235—270, 275—300 нм.

## Реакционная способность
Большая поляризуемость и меньшая электроотрицательность серы по сравнению с кислородом обуславливает меньшую основность и большую нуклеофильность серы сульфидов по сравнению с простыми эфирами. Так, сульфидный заместитель RS, в ароматическом ядре, как и в случае RO, активирует его в реакциях электрофильного замещения и ориентирует вступающие заместители в орто- и пара-положения. Сульфиды значительно легче алкилируются, чем простые эфиры, образуя сульфониевые соли под действием алкилйодидов, алкилсульфатов, оксониевых солей и других алкилирующих агентов:
{\displaystyle {\mathsf {R_{2}S+R'X\rightarrow R_{2}R'S^{+}X^{-}}}}
Под действием мягких окислителей (перекись водорода в ацетоне или ледяной уксусной кислоте, надкислоты) сульфиды окисляются до сульфоксидов:
{\displaystyle {\mathsf {(CH_{3})_{2}S+H_{2}O_{2}\rightarrow (CH_{3})_{2}SO+H_{2}O}}}
при действии энергичных окислителей (перманганат калия, азотная кислота) окисление идет до сульфонов:
{\displaystyle {\mathsf {(CH_{3})_{2}S{\xrightarrow[{}]{[O]}}(CH_{3})_{2}SO_{2}}}}
Эти реакции используются в качестве препаративного метода синтеза сульфоксидов и сульфонов.
Связь С-S значительно лабильней связи С-O, поэтому для сульфидов, в отличие от простых эфиров, характерны реакции с разрывом связи С-S.
Так, арилалкилсульфиды под действием хлора или брома в присутствии воды образуют арилсульфонилгалогениды:
{\displaystyle {\mathsf {ArSAlk{\xrightarrow[{}]{H_{2}O,Hal_{2}}}ArSO_{2}Hal}}}
При действии восстановителей (алюмогидрид лития, борогидрид натрия, натрий в жидком аммиаке) происходит расщепление связи C-S c образованием тиола и углеводорода:
{\displaystyle {\mathsf {RSR'{\xrightarrow[{}]{[H]}}RSH+R'H}}}
Направление и легкость расщепления определяются природой заместителей.
Под действием хлора сульфиды образуют нестабильные сульфониевые соли, расщепляющиеся на сульфенилхлорид и галогенид:
{\displaystyle {\mathsf {RSR'+Cl_{2}{\xrightarrow[{}]{}}[RR'S^{+}Cl]Cl^{-}}}}
{\displaystyle {\mathsf {[RR'S^{+}]Cl^{-}\rightarrow RSCl+R'Cl}}}
В этом случае происходит отщепление и образование хлорида с участием радикала, образующего наиболее стабильный карбокатион.

## Синтез
Большинство препаративных методов синтеза сульфидов основано на функционализации легкодоступных высоконуклеофильных тиолов в реакциях нуклеофильного замещения или присоединения, при этом выделяется два основных подхода — алкилирование либо арилирование тиолатов щелочных металлов и присоединение тиолов к кратным связям алкенов и алкинов.
Сульфиды также могут быть синтезированы из электрофильных галогенидов серы или производных сульфеновых кислот присоединением к алкенам или сульфенилированием ароматических соединений.

### Сульфиды из тиолов
В качестве алкилирующих агентов при реакциях с тиолатами используются алкилгалогениды, диалкилсульфаты и сульфонаты (обычно тозилаты), в реакцию вступают также активированные электронакцепторными заместителями арилгалогениды:
{\displaystyle {\mathsf {RS^{-}+RX\rightarrow RSR'+X^{-}}}}
β: X = Hal, AlkOSO3, ArSO3, Ar
Частным случаем такого подхода является алкилирование сульфидов щелочных металлов, идущее через образование тиолятов, этот метод используется при синтезе симметричных сульфидов:
{\displaystyle {\mathsf {Na_{2}S+2RX\rightarrow R_{2}S+2NaX}}}
Для синтеза диарилсульфидов арилтиоляты арилируют соответствующими диазониевыми солями:
{\displaystyle {\mathsf {ArS^{-}+Ar'N\equiv N^{+}\rightarrow ArSAr'+N_{2}}}}
Присоединение тиолов к кратным связям алкенов в условиях кислотного катализа идет по ионному механизму аналогично присоединению спиртов и подчиняется правилу Марковникова, в случае синтеза симметричных сульфидов вместо тиолов может быть использован сероводород:
{\displaystyle {\mathsf {2(CH_{3})_{2}C{\text{=}}CH_{2}+H_{2}S\rightarrow [(CH_{3})_{3}C]_{2}S}}}
В присутствии пероксидов или при облучении ультрафиолетом присоединение идет по радикальному механизму и дает смесь продуктов с преобладанием стерически наименее затрудненного:
{\displaystyle {\mathsf {RSH+CH_{2}{\text{=}}CHR'\rightarrow RSCH_{2}CH_{2}R'}}}
В случае активированных электроноакцепторами алкенов (акрилонитрил, винилкетоны и т. п.) присоединение тиолов протекает в щелочных условиях и приводит к продукту присоединения в β-положение к акцепторному заместителю по типу реакции Михаэля:
{\displaystyle {\mathsf {RSH+CH_{2}{\text{=}}CH{\text{-}}CN\rightarrow R{\text{-}}CH_{2}CH_{2}{\text{-}}CN}}}

### Сульфиды из галогенидов серы и производных сульфеновых кислот
Дихлорид серы присоединяется к алкенам с образованием бис-(β-хлоралкил)сульфидов, так, например, присоединением дихлорида серы к этилену был впервые синтезирован иприт:
{\displaystyle {\mathsf {SCl_{2}+2C_{2}H_{4}\rightarrow (ClCH_{2}CH_{2})_{2}S}}}
Сульфенилхлориды также присоединяются к алкенам с образованием β-хлоралкилсульфидов:
{\displaystyle {\mathsf {PhSCl+C_{2}H_{4}\rightarrow PhSCH_{2}CH_{2}Cl}}}
Ароматическе соединения при катализе кислотами Льюиса и CH-кислоты в присутствии оснований сульфенилируются сульфенилхлоридами с образованием сульфидов:
{\displaystyle {\mathsf {RH+R'SCl\rightarrow RSR'+HCl}}}
Дитиодихлорид присоединяется к алкенам и алкинам, при этом с хорошими выходами образуются симметричные α-хлоралкилдисульфиды:
{\displaystyle {\mathsf {2CH_{3}CH{\text{=}}CHCH_{3}+S_{2}Cl_{2}\rightarrow CH_{3}CH(Cl)CH(CH_{3})SSCH(CH_{3})CH(Cl)CH_{3}}}}
C активированными ароматическими и гетероароматическими соединениями идет реакция замещения, в результате которой также образуются дисульфиды:
{\displaystyle {\mathsf {2ArH+S_{2}Cl_{2}\rightarrow ArSSAr+2HCl}}}
В свою очередь, дисульфиды могут быть десульфуризованы под действием оснований, Льюисовых кислот (BF3, SbF5), соединений трехвалентного фосфора (PR3, P(OR)3) либо, в некоторіх случаях, при нагреве:
{\displaystyle {\mathsf {RSSR'\rightarrow RSR'+S}}}
{\displaystyle {\mathsf {RSSR'+R_{3}P\rightarrow RSR'+R_{3}P{\text{=}}S}}}
Примером такой десульфуризации, протекающей in situ, является взаимодействие неактивированных ароматических углеводородов с дитиодихлоридом в присутствии хлорида алюминия. Так, например, реакция с бензолом сопровождается отщеплением серы и ведет к образованию дифенилсульфида:
{\displaystyle {\mathsf {S_{2}Cl_{2}+2C_{6}H_{6}\rightarrow (C_{6}H_{5})_{2}S+2HCl+S}}}

## Биологическая роль
Тиоэфирная группа входит в состав важных биологических соединений — витамина B7 и незаменимой аминокислоты метионина.
Тиоэфиры содержатся в составе чеснока, обусловливая его специфический вкус.